# Fryderyk von Eickstedt
Fryderyk von Eickstedt, Friedrich von Eickstedt (ur. XIII wiek, zm. 6 grudnia 1343) – niemiecki duchowny rzymskokatolicki, biskup kamieński.
W roku 1320 został proboszczem kapituły kolegiackiej diecezji kamieńskiej w Kołobrzegu, dnia 27 września 1329 został wybrany na biskupa kamieńskiego, chociaż dopiero latem roku 1330 papież potwierdził jego wybór w Awinionie.
W 1339 roku kupił ziemię bobolicką od szlachty i w roku 1340 nadał miejscowości Bobolice prawa miejskie.